# Giovanni Domenico Anguillesi
Giovanni Domenico Anguillesi (* 28. April 1766 in Vicopisano; † 5. April 1833 in Pisa) war ein italienischer Schriftsteller.

## Leben
Giovanni Domenico Anguillesi stammte aus bescheidenen Familienverhältnissen und verbrachte seine Kindheit in Calcinaia, woraufhin er ins nahe Pisa übersiedelte. Er besuchte das erzbischöfliche Seminar, studierte an der Universität Pisa und wurde Doktor der Rechtswissenschaften. Allerdings war er lieber literarisch und dichterisch aktiv. Für die angesehene, 1771 in Pisa gegründete Literaturzeitschrift Giornale de’ Letterati von Angelo Fabroni schrieb er viele Beiträge. Als Poet erwarb er sich einen gewissen Ruhm. Seine Gedichte wurden in den Parnaso dei Poeti Viventi aufgenommen und später eigenständig als Poesie (2 Bde., Pisa 1818) veröffentlicht. Auf die 1794 jung verstorbene Pisaner Dichterin Mara Luisa Cicci, mit der er eng befreundet war, schrieb er eine Eloge, die als Vorwort zur 1796 in Parma erschienenen postumen Ausgabe ihrer Gedichte erschien. 1799 publizierte er nach dem ersten Einfall französischer Revolutionstruppen in die Toskana eine Orazione politico-morale … in occasione del rendimento di grazia … per la fortunata liberazione della Toscana dalle armi francesi, die den Beifall Bettinellis fand.
Anguillesi bekleidete mehrere Verwaltungsämter unter den verschiedenen Regierungen, die im frühen 19. Jahrhundert in der Toskana aufeinander folgten. So stand er im Dienst der Großherzogin Elisa Bonaparte, einer älteren Schwester Napoleons, deren Sekretär für italienische Sprache er von 1809 bis 1813 war. In ihrem Auftrag verfasste er Notizie storiche dei palazzi e ville appartenenti all’i. r. corona di Toscana (gedruckt Pisa 1815), in welchem Werk er interessante historische Nachrichten über verschiedene der toskanischen Krone gehörige Paläste sammelte, insbesondere solche unter der Dynastie der Medici. Dafür erhielt er Zugang zu bis dahin unter Verschluss gehaltenen Geheimarchiven. Als er sein Manuskript der Großherzogin überreichte, erhielt er von ihr als Geschenk ein goldenes, mit Diamanten besetztes Kästchen. 1811 wurde er korrespondierendes Mitglied der von Napoleon wiederhergestellten Accademia della Crusca.
Als die Großherzogin Elisa 1814 die Toskana verließ, ernannte Joachim Murat Anguillesi anstelle des verstorbenen Professors Luca Antonio Pagnini zum Professor für lateinische Literatur an der Universität Pisa. Anguillesi konnte jedoch den Lehrstuhl nicht übernehmen, da dieser im Rahmen der von der bald darauf zurückgekehrten lothringischen Regierung befohlenen Neuordnung des toskanischen Hochschulwesens abgeschafft wurde. 1824 wurde Anguillesi vom Großherzog Ferdinand III. zum Kanzler der Universität Pisa ernannt. Er stand u. a. mit Angelo Maria Ricci in Briefkontakt und übersetzte Chateaubriands Génie de Christianisme und andere französische Werke ins Italienische.
Anguillesi starb am 5. April 1833 im Alter von knapp 67 Jahren in Pisa. Eine zu seinem Gedächtnis gehaltene Grabrede gab der Kanoniker Luigi della Fanteria unter dem Titel Elogio funebre di Giovanni Anguillesi Pisano (Pisa 1833) heraus. 